# Edward Windsor
Eduardo Windsor (2 de diciembre de 1988) es el único hijo y heredero aparente de Jorge Windsor, conde de St. Andrews y su esposa Sylvana Tomaselli. Es un miembro menor de la Familia Real Británica. Está en la línea de sucesión al ducado de Kent y será el primer católico en ostentar el título en siglos. Ocupaba el trigésimo sexto lugar en la línea de sucesión al trono británico, pero debido a su conversión religiosa ha perdido sus derechos dinásticos.

## Familia Real
Lord Downpatrick nació en Londres y creció en la localidad de Cambridge, donde su madre es académica. Estudió en el Eton College y posteriormente al Keble College, en Oxford. Ha trabajado para la empresa financiera J.P. Morgan como analista y actualmente ocupa un puesto en Estée Lauder Companies.
Su padre es el hijo mayor de Eduardo, duque de Kent y su esposa Catalina, duquesa de Kent y heredero del ducado. De esta forma, Eduardo Windsor es el segundo en la línea de sucesión del ducado de Kent y utiliza el título de cortesía de Lord Downpatrick. En el 2003, siguiendo el ejemplo de su abuela, la duquesa de Kent, y su tío, Lord Nicolás Windsor, se convirtió al catolicismo y por lo tanto fue excluido de la línea de sucesión al Trono Británico. Como su madre es católica, su padre también fue excluido de la línea de sucesión, cuando se casó con ella. Eduardo es el tataranieto del rey Jorge V y la reina María y uno de los diecisiete ahijados de la fallecida Diana, princesa de Gales.
Es la persona de más alto rango excluido de la línea de sucesión por ser católico bajo los estatutos del Acta de Establecimiento de 1701, seguido por su hermana menor, Lady Marina-Charlotte Windsor, quien también es católica. Sin embargo otra de sus hermanas, Lady Amelia Windsor, sigue en la línea de sucesión ocupando el lugar de los hermanos.
Colabora en actos de filantropía junto a su padre en Aldeas Infantiles SOS del Reino Unido y la Asociación Internacional contra el Cáncer.

## Sucesión
| Precedido por: George Windsor, Conde de St. Andrews | Sucesión al Ducado de Kent 2 | Sucesor: Lord Nicholas Windsor |